# STAGE VANGUARD「ザ☆アイドル!」オリジナルサウンドトラック
『STAGE VANGUARD「ザ☆アイドル!」オリジナルサウンドトラック』（ステージ・ヴァンガード「ザ・アイドル!」オリジナルサウンドトラック）は、宮本佳林主演の舞台のサウンドトラック。2025年4月23日に発売予定。

## 収録曲
1. バイオレット・サンセット (3:33)
  - 作詞・作曲: 星部ショウ、編曲: 小西貴雄
2. ビーズに願いを (3:38)
  - 作詞: 児玉雨子、作曲: 星部ショウ、編曲: 小西貴雄
3. 一万光年スマイル (3:02)
  - 作詞: 星部ショウ、作曲: 大久保薫/星部ショウ、編曲: 大久保薫
4. HANAMICHI (3:18)
  - 作詞: 西野蒟蒻、作曲・編曲: Ryu
5. 青い珊瑚礁 (3:32)
  - 作詞: 三浦徳子、作曲: 小田裕一郎、編曲: 木下龍平
6. 迷宮のアンドローラ (3:47)
  - 作詞: 松本隆、作曲: 筒美京平、編曲: 高橋修平
7. 時をかける少女 (3:23)
  - 作詞・作曲: 松任谷由実、編曲: 近藤圭一
8. 約束の愛の歌 (4:18)
  - 作詞: 太田善也、作曲: 星部ショウ、編曲: 小西貴雄
9. SUPER IDOL -Especial- (3:56)
  - 作詞: 西野蒟蒻、作曲: 石黑剛/常楽寺澪、編曲: 石黑剛